# Hidrur de sodi
L'hidrur de sodi, NaH és un representant dels hidrurs metàl·lics compostos per cations Na+ i anions H−, en contrast amb els hidrurs moleculars com el borà, metà, amoníac i aigua que són compostos covalents. És insoluble en dissolvents orgànics. Pur el NaH és incolor però en moltes mostres es pot presentar gris. NaH, com l'LiH, l'KH, l'RbH, i l'CsH adopten l'estructura cristal·lina del NaCl. Cada catió Na+ es troba envoltat per 6 anions H− i en el centre d'una geometria octaèdrica. Els fabricants el subministren en una mescla al 60% (w/w) en oli mineral.

## Reactivitat
El NaH es produeix directament per reacció del sodi líquid amb l'hidrogen. NaH pot inflamar-se en aire, especialment si està en contacte amb aigua per donar hidrogen, el qual també és inflamable. La hidròlisi transforma el NaH en hidròxid de sodi, NaOH.

## Aplicacions
En síntesi orgànica s'empra com a base. NaH redueix diversos grups de compostos, així el trifluorur de bor hi reacciona per donar diborà:
6 NaH + 2 BF₃ → B₂H₆ + 6 NaF
També es redueixen els enllaços Si-Si i S-S dels disilans i disulfurs. S'empra també com a agent dessecant de dissolvents orgànics per la seva ràpida i ireversible reacció amb l'aigua. L'hidrur de calci també s'empra per a aquest fi.

## Consideracions pràctiques
El hidrur de sodi es ven com una mescla del 60% d'hidrur de sodi i oli mineral. Aquesta mescla és més fàcil de gestionar (per raons de seguretat) que l'hidrur de sodi pur. El material es pot obtenir pur rentant la solució amb pentà tenint en compte que cal evitar la combustió que s'esdevé al contacte de l'hidrur de sodi amb l'aire. D'aquí que les reaccions que involucren l'hidrur de sodi requereixen d'atmosfera inerta (nitrogen o argó).